# Décès en mars 2015

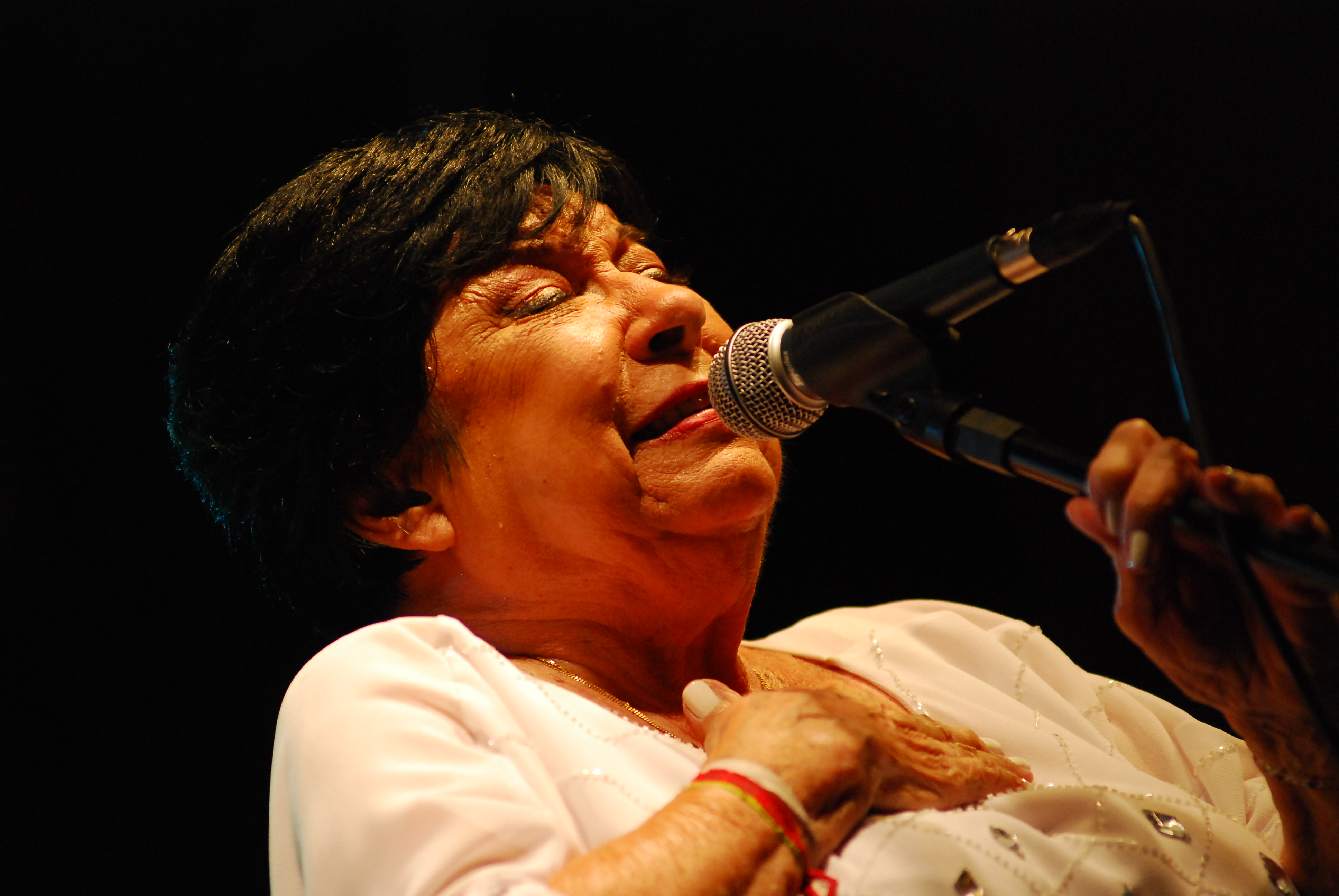
Inezita Barroso, chanteuse et présentatrice brésilienne.

Décès
- 2011
- 2012
- 2013
- 2014
- 2015
- 2016
- 2017
- 2018
- 2019

Pour une information complémentaire, voir la page d'aide.

| Date     | Nom                              | Activités | Âge   | Source            |
| -------- | -------------------------------- | --- | ----- | ----------------- |
| 1er mars | Daniel von Bargen                | Acteur américain. | 64    |                   |
| 1er mars | Deedee Corradini                 | Femme politique américaine. | 70    | (en)              |
| 1er mars | Joshua Fishman                   | Sociolinguiste américain. | 78    | (en)              |
| 1er mars | Orrin Keepnews                   | Producteur de musique américain.                                                                                                   | 91    | (en)              |
| 1er mars | Georg Kreisel                    | Logicien des mathématiques britannique.                                                                                            | 91    | (en)              |
| 1er mars | Anatoli Logounov                 | Physicien théoricien soviétique et russe, membre de l'Académie des sciences d'URSS, recteur de l'Université de Moscou (1977-1992). | 88    | (ru)              |
| 1er mars | Guram Minaschvili                | Basketteur soviétique puis géorgien, médaillé d'argent aux Jeux olympiques d'été de 1960.                                          | 79    | (ka)              |
| 1er mars | Minnie Miñoso                    | Joueur cubain de baseball. | 90    | (en)              |
| 1er mars | Christian Welp                   | Basketteur allemand. | 51    | (en)              |
| 1er mars | Wolfram Wuttke                   | Footballeur allemand. | 53    |                   |
| 2 mars   | Jean-Pierre Brulé                | Dirigeant d'entreprise informatiques français.                                                                                     | 85    |                   |
| 2 mars   | Leo Geoghegan                    | Pilote automobile australien. | 78    | (en)              |
| 2 mars   | Francisco González Ledesma       | Écrivain espagnol. | 87    | (es)              |
| 2 mars   | Bettina Graziani                 | Mannequin français. | 89    |                   |
| 2 mars   | Henri Lécuyer                    | Haut-fonctionnaire français. | 90    |                   |
| 2 mars   | Dave Mackay                      | Footballeur écossais. | 80    |                   |
| 2 mars   | Jenna McMahon                    | Scénariste de télévision américaine.                                                                                               | 89    | (en)              |
| 2 mars   | Michel Menu                      | Résistant, ingénieur et figure du scoutisme français.                                                                              | 99    |                   |
| 2 mars   | Charles Muller                   | Linguiste romaniste français. | 105   |                   |
| 2 mars   | Marc Taraskoff                   | Artiste peintre et illustrateur français.                                                                                          | 59    |                   |
| 3 mars   | André Brulé                      | Cycliste français. | 93    |                   |
| 3 mars   | Claude Dilain                    | Homme politique français. | 66    |                   |
| 3 mars   | Louis Terreaux                   | Professeur émérite des universités et historien français.                                                                          | 93    |                   |
| 4 mars   | Marguerite Dupire                | Ethnologue africaniste française.                                                                                                  | 95    |                   |
| 4 mars   | Iwao Horiuchi                    | Lutteur japonaise. | 73    | (ja)              |
| 4 mars   | Karl-Alfred Jacobsson            | Footballeur suédois. | 89    | (sv)              |
| 4 mars   | Ursula Șchiopu                   | Psychologue et poétesse roumaine.                                                                                                  | 96    | [réf. nécessaire] |
| 5 mars   | Edward Egan                      | Cardinal américain, archevêque émérite de New York.                                                                                | 82    | (en)              |
| 5 mars   | Evelyn Furtsch                   | Athlète américaine, championne aux Jeux olympiques d'été de 1932.                                                                  | 100   | (en)              |
| 5 mars   | Umarali Kuvvatov                 | Dissident tadjik. | 46    |                   |
| 5 mars   | Albert Maysles                   | Cinéaste documentariste américain.                                                                                                 | 88    |                   |
| 5 mars   | Jim McCann                       | Chanteur et guitariste folk irlandais.                                                                                             | 70    | (en)              |
| 5 mars   | Erling Sandene                   | Juge norvégien, juge en chef de la Cour suprême de Norvège (1974-1991).                                                            | 93    | (no)              |
| 6 mars   | Sabino Andonegui                 | Footballeur espagnol. | 83    | (es)              |
| 6 mars   | Jean Bachelé                     | Joueur de rugby à XV français. | 82    |                   |
| 6 mars   | Walter Biemel                    | Philosophe allemand d'origine roumaine.                                                                                            | 97    | (ro)              |
| 6 mars   | Angelin German                   | Médecin, résistant et homme politique français.                                                                                    | 99    |                   |
| 7 mars   | Jacques Cressard                 | Homme politique français. | 79    |                   |
| 7 mars   | Derek Day                        | Hockeyeur sur gazon anglais, médaillé de bronze aux Jeux olympiques d'été de 1952.                                                 | 87    |                   |
| 7 mars   | Martin Hofbauer                  | Footballeur autrichien. | 22    |                   |
| 7 mars   | Raymond d'Izarny                 | Prêtre sulpicien et webmestre français.                                                                                            | 93    |                   |
| 7 mars   | Lebadang                         | Peintre, graveur et sculpteur vietnamien naturalisé français.                                                                      | 93    |                   |
| 7 mars   | Edmond Malinvaud                 | Économiste français. | 91    |                   |
| 7 mars   | Shinji Ogawa                     | Mangaka japonais. | 79    |                   |
| 7 mars   | Glorianne Perrier                | Kayakiste américaine, médaillée d'argent aux Jeux olympiques d'été de 1964.                                                        | 86    |                   |
| 7 mars   | Yoshihiro Tatsumi                | Seiyū et acteur japonais. | 74    | (es)              |
| 8 mars   | André Grosjean                   | Homme politique français. | 88    |                   |
| 8 mars   | Maria Krioutchkova               | Gymnaste artistique russe. | 26    | (en)              |
| 8 mars   | Lasse Larsson                    | Joueur international et entraîneur de football suédois.                                                                            | 52    | (it)              |
| 8 mars   | Tjol Lategan                     | Joueur de rugby sud-africain. | 89    |                   |
| 8 mars   | Sam Simon                        | Scénariste, producteur, réalisateur et acteur américain.                                                                           | 59    |                   |
| 9 mars   | Rico Alaniz                      | Acteur mexicain. | 95    | (en)              |
| 9 mars   | Florence Arthaud                 | Navigatrice française. | 57    |                   |
| 9 mars   | H. H. ter Balkt                  | Poète néerlandais. | 76    | (nl)              |
| 9 mars   | César Covo                       | Brigadiste et résistant MOI français.                                                                                              | 102   |                   |
| 9 mars   | Wayne Kemp                       | Auteur-compositeur, chanteur et musicien américain.                                                                                | 73    | (en)              |
| 9 mars   | Jiří Matoušek                    | Mathématicien et informaticien théoricien tchèque.                                                                                 | 51    | (cs)              |
| 9 mars   | Windell D. Middlebrooks          | Acteur américain. | 36    |                   |
| 9 mars   | Camille Muffat                   | Nageuse française, triple médaillée aux Jeux olympiques d'été de 2012.                                                             | 25    |                   |
| 9 mars   | Frei Otto                        | Architecte allemand. | 89    |                   |
| 9 mars   | Alexis Vastine                   | Boxeur français, médaillé de bronze aux Jeux olympiques d'été de 2008.                                                             | 28    |                   |
| 10 mars  | Fred Fredericks                  | auteur de comics américain. | 85    | (en)              |
| 10 mars  | Richard Glatzer                  | Réalisateur américain. | 62    |                   |
| 10 mars  | Meena Shah (de)                  | Joueuse indienne de badminton. | 78    | (en)              |
| 11 mars  | Walter Burkert                   | Historien allemand des religions.                                                                                                  | 84    | (de)              |
| 11 mars  | Jimmy Greenspoon                 | Compositeur américain. | 67    | (en)              |
| 11 mars  | Martin Henriksson Holmdahl       | Professeur d'anesthésiologie suédois.                                                                                              | 91    | (en)              |
| 11 mars  | Georges Mamelonet                | Homme politique et homme d'affaires franco-canadien, québécois.                                                                    | 60    |                   |
| 12 mars  | Erol Büyükburç                   | Chanteur et acteur turc. | 78    | (tr)              |
| 12 mars  | Michael Graves                   | Architecte américain. | 80    |                   |
| 12 mars  | Magda Guzmán                     | Actrice mexicaine. | 83    | (es)              |
| 12 mars  | Paul Ibos                        | Résistant français, compagnon de la Libération.                                                                                    | 95    |                   |
| 12 mars  | Terry Pratchett                  | Écrivain britannique. | 66    |                   |
| 12 mars  | Stéphane de Rosnay               | Journaliste français, éditeur de presse et producteur de cinéma.                                                                   | 53    |                   |
| 13 mars  | Daevid Allen                     | Guitariste et chanteur australien, membre fondateur de Soft Machine et leader de Gong.                                             | 77    |                   |
| 13 mars  | Irwin Hasen                      | Dessinateur américain. | 96    |                   |
| 13 mars  | Zofia Kielan-Jaworowska          | Paléontologue et paléobiologiste polonaise.                                                                                        | 89    |                   |
| 13 mars  | Lia van Leer                     | Réalisatrice israélienne. | 90    |                   |
| 13 mars  | Ismaïla Manga                    | Artiste sénégalaise. | 57    |                   |
| 13 mars  | Ib Melchior                      | Écrivain, réalisateur et scénariste danois, puis américain.                                                                        | 97    | (en)              |
| 13 mars  | Al Rosen                         | Joueur américain de baseball. | 91    | (en)              |
| 13 mars  | Maria Vicol                      | Escrimeuse roumaine, médaillée de bronze aux Jeux olympiques d'été de 1960 et de 1968.                                             | 79    | (ro)              |
| 14 mars  | Jean Acquaviva                   | Scénariste de bandes dessinées français.                                                                                           | 90    |                   |
| 14 mars  | Nino Cristofori                  | Homme politique italien. | 84    | (it)              |
| 14 mars  | André Dartevelle                 | Réalisateur, historien, journaliste belge.                                                                                         | 70    |                   |
| 14 mars  | Jean-Pierre Delarge              | Avocat, enseignant, éditeur et écrivain français d'origine belge.                                                                  | 90    |                   |
| 14 mars  | Bodys Isek Kingelez              | Sculpteur congolais. | 67    |                   |
| 14 mars  | Alain Le Saux                    | Directeur artistique et illustrateur français.                                                                                     | 79    |                   |
| 14 mars  | William Francis Mackey           | Professeur et linguiste canadien.                                                                                                  | 97    |                   |
| 14 mars  | Valentin Raspoutine              | Écrivain soviétique, russe. | 77    |                   |
| 14 mars  | Fritz Sturm                      | Juriste suisse. | 85    |                   |
| 15 mars  | Akash Bashir                     | Chrétien pakistanais, « serviteur de Dieu ».                                                                                       | 20    |                   |
| 15 mars  | Antonio Betancort                | Footballeur international espagnol.                                                                                                | 78    | (es)              |
| 15 mars  | Collins Chabane                  | Homme politique sud-africain. | 54    |                   |
| 15 mars  | Luciano Ercoli                   | Producteur, réalisateur et scénariste italien.                                                                                     | 85    | (en)              |
| 15 mars  | Sally Forrest                    | Actrice américaine. | 86    | (en)              |
| 15 mars  | Mike Porcaro                     | Musicien américain, membre du groupe Toto.                                                                                         | 59    |                   |
| 15 mars  | Naïg Rozmor                      | Écrivaine française. | 91    |                   |
| 15 mars  | Jozef Sluys                      | Organiste belge. | 78    | (nl)              |
| 16 mars  | Francis Debyser                  | Pédagogue français. | ?     |                   |
| 16 mars  | Buddy Elias                      | Acteur suisse. | 89    |                   |
| 16 mars  | Andy Fraser                      | Bassiste de rock britannique. | 62    | (en)              |
| 16 mars  | Jack Haley                       | Joueur de Basketball américain. | 51    | (en)              |
| 16 mars  | Arthur A. Hartman                | Diplomate américain. | 89    | (en)              |
| 16 mars  | Kuniyoshi Kaneko                 | Peintre, illustrateur et photographe japonais.                                                                                     | 78    | (ja)              |
| 16 mars  | Lev Kuznetsov                    | Escrimeur soviétique. | 84    | (ru)              |
| 16 mars  | Jackson Kasanga Mulwa            | Juge et homme politique kényan. | 73    | (en)              |
| 16 mars  | Miguel Donoso Pareja             | Écrivain équatorien. | 83    | (es)              |
| 16 mars  | Allan Rowe                       | Homme politique canadien. | 59    | (en)              |
| 16 mars  | Jean-Michel Thibaux              | Écrivain français. | 65    |                   |
| 17 mars  | Moustapha Alassane               | Réalisateur, scénariste et acteur nigérien.                                                                                        | 73    |                   |
| 17 mars  | Antonio Dorado (es)              | Prélat catholique espagnol. | 83    | (es)              |
| 17 mars  | Alain Le Saux                    | Illustrateur français. | 79    |                   |
| 18 mars  | Samuel Charters                  | Musicien, écrivain et poète américain.                                                                                             | 85    | (en)              |
| 18 mars  | Roy Doty                         | Dessinateur de bandes-dessinées et illustrateur américain.                                                                         | 92    | (en)              |
| 18 mars  | Grace Ogot                       | Romancière et nouvelliste kényan.                                                                                                  | 84    | (en)              |
| 18 mars  | Oleg Sakirkin                    | Athlète soviétique puis kazakh. | 49    |                   |
| 19 mars  | Michel Albert                    | Économiste français. | 85    |                   |
| 19 mars  | Michael Brown                    | Musicien américain. | 65    |                   |
| 19 mars  | Gerda van der Kade-Koudijs       | Athlète néerlandaise, championne aux Jeux olympiques d'été de 1948.                                                                | 91    | (nl)              |
| 19 mars  | Peter Katin                      | Pianiste et pédagogue anglo-canadien.                                                                                              | 84    | (en)              |
| 19 mars  | Danny Schechter                  | Réalisateur, producteur et scénariste américain.                                                                                   | 72    | [réf. souhaitée]  |
| 20 mars  | Lisa Colagrossi (en)             | Journaliste américaine. | 49    |                   |
| 20 mars  | Malcolm Fraser                   | Premier ministre d'Australie (1975-1983).                                                                                          | 84    |                   |
| 20 mars  | Walter Grauman                   | Réalisateur et producteur américain.                                                                                               | 93    | (en)              |
| 20 mars  | Viktor Viktorovytch Ianoukovytch | Homme politique ukrainien. | 33    | (en)              |
| 20 mars  | Paul Jeffrey                     | Saxophoniste de jazz américain. | 81    | (en)              |
| 20 mars  | Josef Mikoláš                    | Hockeyeur sur glace tchécoslovaque.                                                                                                | 77    | (cs)              |
| 20 mars  | María del Socorro Bustamante     | Femme politique et avocate colombienne.                                                                                            | 70    | (es)              |
| 20 mars  | Petr Vopěnka                     | Mathématicien tchécoslovaque, tchèque.                                                                                             | 79    | (cs)              |
| 20 mars  | Gregory Walcott                  | Acteur américain. | 87    | (en)              |
| 20 mars  | Gerald Lee Warren (en)           | Journaliste américain, porte-parole de la Maison-Blanche.                                                                          | 84    | (en)              |
| 21 mars  | Pedro Aguayo Ramírez Jr          | Catcheur mexicain. | 35    | (es)              |
| 21 mars  | Ishaya Bakut                     | Officier nigérian. | 67    | (en)              |
| 21 mars  | Chuck Bednarik                   | Joueur de football américain américain.                                                                                            | 89    | (en)              |
| 21 mars  | Milen Dobrev                     | Haltérophile bulgare, champion aux Jeux olympiques d'été de 2004.                                                                  | 35    | (en)              |
| 21 mars  | Hans Erni                        | Artiste peintre, graveur et illustrateur suisse.                                                                                   | 106   |                   |
| 21 mars  | Malachy Goltok (de)              | Prélat catholique nigérian. | 49    | (en)              |
| 21 mars  | Jørgen Ingmann                   | Chanteur, vainqueur danois du Concours Eurovision de la chanson 1963.                                                              | 89    | (en)              |
| 21 mars  | Arnošt Klimčík                   | Handballeur tchécoslovaque, médaillé d'argent aux Jeux olympiques d'été de 1972.                                                   | 69    | (cs)              |
| 21 mars  | Armand Mikaelian                 | Poloïste français. | 66    |                   |
| 21 mars  | Jackie Trent                     | Chanteuse et parolière britannique.                                                                                                | 74    | (en)              |
| 21 mars  | Alberta Watson                   | Actrice canadienne. | 60    |                   |
| 22 mars  | Arkadi Arkanov                   | Écrivain et acteur soviétique, russe.                                                                                              | 81    | (ru)              |
| 22 mars  | Lise Enjalbert                   | Professeure de virologie, peintre et historienne française.                                                                        | 98    |                   |
| 22 mars  | Robert Gourd                     | Administrateur, manufacturier et homme politique québécois.                                                                        | 82    | (en)              |
| 22 mars  | Cláudio Marzo                    | Acteur brésilien. | 74    | (pt)              |
| 22 mars  | Peter Pišťanek                   | Écrivain slovaque. | 54    | (sk)              |
| 23 mars  | Monique Antoine                  | Avocate française. | 81    |                   |
| 23 mars  | Gian Vittorio Baldi              | Réalisateur, producteur et scénariste italien.                                                                                     | 84    | (it)              |
| 23 mars  | Émile Besson                     | Résistant et journaliste français.                                                                                                 | 89    |                   |
| 23 mars  | Roy Douglas                      | Compositeur britannique. | 107   | (en)              |
| 23 mars  | Herberto Hélder                  | Écrivain et poète portugais. | 84    |                   |
| 23 mars  | Lee Kuan Yew                     | Homme d'État singapourien. | 91    |                   |
| 23 mars  | Lajos Molnár                     | Médecin et homme politique hongrois.                                                                                               | 68    | (hu)              |
| 23 mars  | Ivan Nagy                        | Scénariste et producteur américain.                                                                                                | 77    | (en)              |
| 23 mars  | Cédric Ragot                     | Designer français. | 41-42 |                   |
| 23 mars  | Warren Womble                    | Basketteur puis entraîneur américain.                                                                                              | 95    | (en)              |
| 24 mars  | Nico Baracchi                    | Skeletoneur et bobeur suisse. | 57    | (it)              |
| 24 mars  | Moncef Ben Salem                 | Universitaire et homme politique tunisien.                                                                                         | 61    |                   |
| 24 mars  | Oleg Bryjak                      | Baryton allemand. | 54    |                   |
| 24 mars  | Scott Clendenin                  | Bassiste américain. | 47    | (en)              |
| 24 mars  | Maria Radner                     | Contralto allemande. | 34    |                   |
| 24 mars  | Slamet Abdul Sjukur              | Compositeur indonésien. | 79    | (en)              |
| 24 mars  | Peter Stichbury                  | Potier néo-zélandais. | 91    | (en)              |
| 24 mars  | Robert Folger Thorne             | Botaniste américain. | 94    | (en)              |
| 25 mars  | Ronald Asselin                   | Syndicaliste québécois. | 84    |                   |
| 25 mars  | Khalifa Bakhti                   | Footballeur marocain. | 65    |                   |
| 25 mars  | Ivo Garrani                      | Acteur italien. | 91    | (it)              |
| 25 mars  | Martyn Goff (en)                 | Libraire britannique, administrateur du Prix Booker.                                                                               | 91    | (en)              |
| 25 mars  | Nita Raya                        | Danseuse et chanteuse française d'origine roumaine.                                                                                | 99    |                   |
| 25 mars  | Carlos Santiesteban (es)         | Artiste peintre espagnol. | 88    | (es)              |
| 25 mars  | Joris Van Hauthem                | Homme politique belge. | 51    | (nl)              |
| 25 mars  | Foued Zaouche                    | Peintre et écrivain tunisien. | 71    |                   |
| 26 mars  | Ennio Appignanesi (it)           | Prélat catholique italien. | 89    | (it)              |
| 26 mars  | Friedrich L. Bauer               | Informaticien allemand. | 91    | (de)              |
| 26 mars  | Dinkha IV                        | Prélat irakien, primat de l'Église apostolique assyrienne de l'Orient.                                                             | 79    | (en)              |
| 26 mars  | Albert Irvin                     | Artiste peintre britannique. | 92    | (en)              |
| 26 mars  | Alonso Llano Ruiz (de)           | Prélat catholique bolivien. | 83    | (es)              |
| 26 mars  | Jorge Loredo                     | Acteur et humoriste brésilien. | 89    | (pt)              |
| 26 mars  | Karl Moik                        | Animateur de télévision et chanteur autrichien.                                                                                    | 76    | (de)              |
| 26 mars  | Richard O. Moore (en)            | Poète américain. | 95    | (en)              |
| 26 mars  | John Renbourn                    | Guitariste britannique. | 70    |                   |
| 26 mars  | Fred Robsahm                     | Acteur norvégien. | 71    | (no)              |
| 26 mars  | Luís Miguel Rocha                | Écrivain portugais. | 39    |                   |
| 26 mars  | Tomas Tranströmer                | Poète suédois. | 83    |                   |
| 27 mars  | Daundre Barnaby                  | Athlète canadien. | 24    |                   |
| 27 mars  | Rik Battaglia                    | Acteur italien. | 88    | (it)              |
| 27 mars  | B.J. Crosby                      | Chanteuse américaine. | 62    | (en)              |
| 27 mars  | Gérard Dhôtel                    | Journaliste et écrivain français.                                                                                                  | 59    |                   |
| 27 mars  | Carlos Falchi (en)               | Designer brésilien. | 70    | (en)              |
| 27 mars  | Rod Hundley                      | Basketteur et commentateur sportif américain.                                                                                      | 80    | (en)              |
| 27 mars  | Annelise Høegh                   | Femme politique norvégienne. | 66    | (no)              |
| 27 mars  | Yusuf Mohamed Ismail             | Diplomate somalien. | 54    | (en)              |
| 27 mars  | Janet L. Norwood                 | Statisticienne et économiste américaine.                                                                                           | 91    | (en)              |
| 27 mars  | Rowley Richards (en)             | Médecin militaire australien, prisonnier de guerre durant la Seconde Guerre mondiale.                                              | 98    | (en)              |
| 27 mars  | Thenphunga Sailo (en)            | Militaire et homme politique indien.                                                                                               | 93    | (en)              |
| 27 mars  | Anthony Scrivener (en)           | Avocat britannique, défenseur de Saddam Hussein.                                                                                   | 79    | (en)              |
| 27 mars  | Gertrud Sigurdsen                | Femme politique suédoise. | 92    | (sv)              |
| 27 mars  | Olga Syahputra                   | Acteur et animateur de télévision indonésien.                                                                                      | 32    | (id)              |
| 27 mars  | André Thorent                    | Acteur français. | 92    |                   |
| 27 mars  | Mate Trojanović                  | Rameur yougoslave, champion aux Jeux olympiques d'été de 1952.                                                                     | 85    | (hr)              |
| 27 mars  | Léon Wouters                     | Footballeur belge devenu entraîneur.                                                                                               | 84    | (nl)              |
| 28 mars  | Lokman Abou Sakhr                | Terroriste algérien. | ?     |                   |
| 28 mars  | Richard L. Bare                  | Réalisateur, scénariste et producteur américain.                                                                                   | 101   | (en)              |
| 28 mars  | Charles Fèvre                    | Homme politique français. | 82    |                   |
| 28 mars  | Miroslav Ondříček                | Directeur de la photographie tchèque.                                                                                              | 80    |                   |
| 28 mars  | Gene Saks                        | Acteur et réalisateur américain.                                                                                                   | 93    | (en)              |
| 28 mars  | Walter Schuck                    | Militaire allemand. | 94    | (de)              |
| 28 mars  | Ronald Stevenson                 | Compositeur et pianiste écossais.                                                                                                  | 87    | (en)              |
| 29 mars  | Matilde Conesa (es)              | Actrice espagnole. | 86    | (es)              |
| 29 mars  | William Delafield Cook           | Artiste australien. | 79    | (en)              |
| 29 mars  | Ezzedine Gannoun                 | Metteur en scène et comédien tunisien.                                                                                             | 62    |                   |
| 29 mars  | Juan Carlos Maccarone            | Prélat catholique argentin. | 74    | (en)              |
| 29 mars  | Helle Stangerup                  | Femme de lettres danoise. | 75    | (da)              |
| 29 mars  | Peter Tarsey (en)                | Nageur britannique. | 77    | (en)              |
| 30 mars  | Helmut Dietl                     | Réalisateur allemand. | 70    | (de)              |
| 30 mars  | Ingrid van Houten-Groeneveld     | Astronome néerlandaise. | 93    | (nl)              |
| 30 mars  | John H. Makin (en)               | Économiste américain. | 71    | (en)              |
| 30 mars  | Washiqur Rahman Babu (en)        | Blogueur bangladais. | 27    | (en)              |
| 30 mars  | Preston Ritter (en)              | Batteur américain. | 65    | (en)              |
| 30 mars  | Serge Torrano                    | Syndicaliste français. | ?     | (en)              |
| 30 mars  | Robert Z'dar                     | Acteur et producteur américain. | 64    | (en)              |
| 31 mars  | Albino Bernardini (en)           | Pédagogue et écrivain italien. | 98    | (it)              |
| 31 mars  | Betty Churcher (en)              | Conservatrice australienne, directrice de la Galerie nationale d'Australie.                                                        | 84    | (en)              |
| 31 mars  | Carlos Gaviria Díaz (en)         | Avocat et homme politique colombien.                                                                                               | 77    | (es)              |
| 31 mars  | Michèle Manceaux                 | Journaliste et femme de lettres française.                                                                                         | 82    |                   |
| 31 mars  | Franz J. Müller                  | Résistant allemand. | 90    | (de)              |
| 31 mars  | Philip A. Potter                 | Pasteur dominiquais de l'Église méthodiste.                                                                                        | 93    | (de)              |
| 31 mars  | Michel Scheuer                   | Kayakiste allemand, multiple médaillé olympique (1952, 1956).                                                                      | 87    | (de)              |
| 31 mars  | Klaus Tschira                    | Homme d'affaires allemand. | 74    | (de)              |